# トランス・ワールド航空553便空中衝突事故
トランス・ワールド航空553便空中衝突事故（トランス・ワールドこうくう553びんくうちゅうしょうとつじこ）は1967年3月9日に発生した空中衝突事故である。ピッツバーグ発デイトン行きのトランス・ワールド航空553便（DC-9-15）が、デイトンへのアプローチ中にデイトン市営空港（当時、現・デイトン国際空港）から南に29マイル (25 nmi; 47 km)離れた地点で個人所有のビーチクラフト バロンと空中衝突し、両機の乗員乗客26人全員が死亡した。

## 概要
グレーター・ピッツバーグ空港（当時、現・ピッツバーグ国際空港）から飛び立った553便にはコロンバス上空通過後、航空管制よりFL200 (海抜20,000フィート (6,000 m)ほど)から3,000フィート (900 m)への降下指示が出た。事故機は無制限空域を飛んでいたが、デイトンのアプローチのエリアに入っていた。事故18秒前に管制官は553便に対し、やや右に曲がり1マイル先にVFR方式で進入するよう指示し、553便のクルーも了解した。553便が高度4,500フィート (1,400 m)付近を南西方向に323ノットで飛行していた所、前方右側に北から飛んできたビーチクラフトバロンが衝突。衝突した両機はシャンペーン郡アーバナ近郊にあるコンコードのウッドビル・パイクとメロディー・レーンの交差点の北東に墜落した。

## 原因
事故発生時は両機が「見て回避する」というのが原則だった有視界飛行方式で飛行していた。その上に管制官は事故発生の22秒前になるまでビーチクラフト機をレーダー上で確認する事は出来なかったと証言している。管制官はその上で事故が発生した空域はレーダーで小型機を探知する事は難しいと証言していたが、周辺のフライトチェックで原因を特定する事は出来なかった。
国家運輸安全委員会は事故調査に乗り出し、553便の降下角度が高すぎた上に手遅れになるまでビーチクラフト機を視認出来なかった事が原因だと結論付けた。事故当時の天候は広く散らばった薄い雲と小雨で、視界はVFRで必要な3マイル (5 km)の2倍程の6 - 7マイル (10 - 11 km)程度であった。

## 影響
1960年ニューヨーク空中衝突事故を受けて1961年に施行されたFARパート91.85では、目的地の空港より30海里以内の高度10,000フィート (3,000 m)以下の空域に速度制限を設けていた。この事故を受けて10,000フィート (3,000 m)以下の高度では250ノット (290 mph; 460 km/h)以下のIASで飛ぶよう義務付けられた。また、この事故は連邦航空局が発着回数が多い空港周辺にターミナルコントロールエリア (TCA)を設けるきっかけになった。ただし、事故が発生したデイトン国際空港周辺の空域はTCAに指定される事なく1980年代にクラスC空域に指定された。